# Rotax
Rotax és la marca d'una gamma de motors de combustió interna desenvolupats i fabricats per l'empresa austríaca BRP-Rotax GmbH & Co KG (fins al 2016, BRP-Powertrain GmbH & Co. KG), al seu torn propietat de la canadenca Bombardier Recreational Products.
Els motors Rotax, tant els de quatre temps com els de dos temps, tecnològicament avançats, es fan servir en una gran varietat de vehicles terrestres, marítims i aerotransportats. Bombardier Recreational Products (BRP) els fa servir a la seva pròpia gamma de tots aquests tipus de vehicles.
Dins el sector de les avionetes, Rotax va superar el 1998 les vendes de tots els altres fabricants de motors aeronàutics junts.

## Història
L'empresa es va fundar el 1920 a Dresden (Saxònia, Alemanya) com a ROTAX-WERK AG i s'especialitzà en la fabricació de boixes i pinyons lliures de bicicleta. El 1930 va ser adquirida per Fichtel & Sachs i la fabricació de les boixes es transferí a Schweinfurt (Baviera). El 1943, la producció es va traslladar a Wels (Àustria) i el 1947 a Gunskirchen, també al districte austríac de Wels, a l'Alta Àustria. Acabada la Segona Guerra Mundial, Rotax aprofità l'experiència adquirida amb la fabricació dels motors Sachs per a fabricar els seus de propis. El 1959, el fabricant de carrosseries de vagons i ferrocarrils Lohner-Werke, amb seu a Viena, esdevingué accionista majoritari de Rotax.
El 1970, Lohner-Rotax va ser comprada per la canadenca Bombardier Inc. L'antiga sucursal de Bombardier, Bombardier Recreational Products, ara una empresa independent, utilitza motors Rotax en els seus vehicles terrestres, motos d'aigua i motos de neu.
Rotax va construir exclusivament motors de dos temps fins al 1980, quan va començar a construir-ne també de quatre temps conjuntament amb motors d'avions. Altres dates importants dins la història de l'empresa són el 1962, quan es va instal·lar per primera vegada un motor Rotax en una moto de neu i el 1989, quan Rotax va rebre la certificació de tipus pel seu motor d'avió 912.

## Aplicacions

### Motos de neu
Les motos de neu Ski-Doo de Bombardier Recreational Products estan equipades amb motors Rotax, tant els models de dos com els de quatre temps, turboalimentats i amb aspiració normal, de dos i tres cilindres.

### Avions
Rotax subministra motors d'avions per a avions ultralleugers, avionetes i vehicles aeris no tripulats.

### Motocicletes

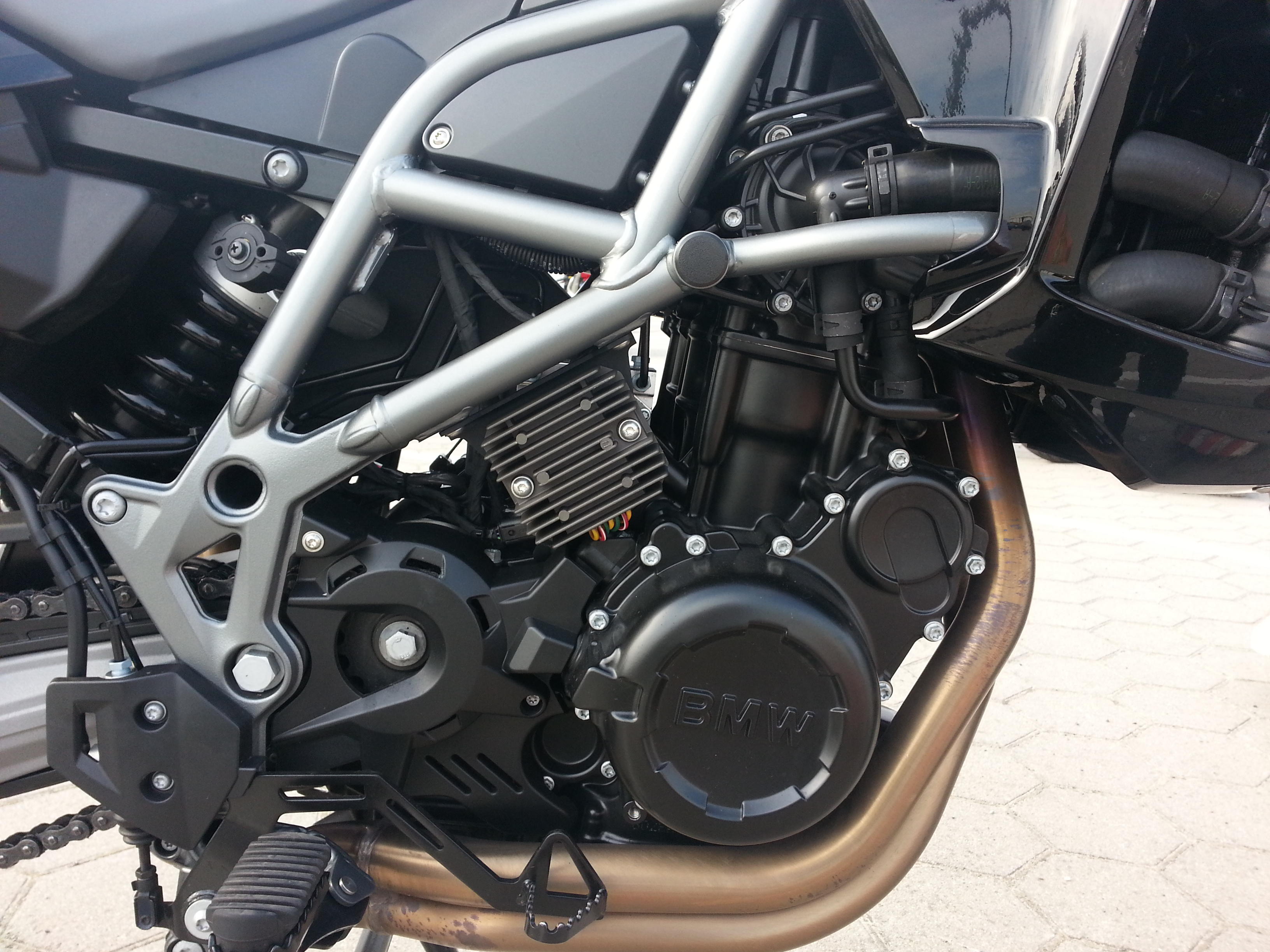
El motor Rotax d'una BMW F 800 GS del 2018

La divisió Can-Am de Bombardier Inc. va desenvolupar a partir del 1971 una línia de motocicletes impulsada per motors Rotax. L'operació de motocicletes Can-Am es va subcontractar a Armstrong-CCM Motorcycles el 1983 i el 1987 es va posar fi a la producció.
Can-Am va reprendre la producció de motocicletes amb una sèrie de motos de tres rodes per a carretera, començant pel model Spyder, amb motors Rotax. A data de 2020 n'hi havia tres models: el Ryker utilitza el 600 ACE de 2 cilindres i el 900 ACE de 3 cilindres, el Spyder F3 fa servir el 1300 ACE de 3 cilindres i el Spyder RT fa servir el 1330 ACE de 3 cilindres.
Entre els fabricants de motocicletes que munten motors Rotax actualment, ja sigui sota la pròpia marca Rotax o com a marca blanca (OEM), hi ha Aprilia, BMW (sèries F i G), Buell i KTM. Al llarg de la seva història, molts altres fabricants han fet servir motors d'aquesta marca en algun dels seus models, com ara Harley-Davidson, Jawa, Scorpa o els ja desapareguts SWM, Moto Gori, Kramer, Kram-It, MZ, Barigo, BPS, Portal i Alfer. Diversos fabricants britànics, a la seva etapa final (a mitjan dècada del 1970, poc abans de tancar definitivament), van muntar també motors Rotax a les seves motocicletes: Matchless, AJS i Cotton en foren alguns.
En el món de la competició, el Rotax ha estat des de sempre un motor molt utilitzat per diverses petites marques que volien competir al mundial de velocitat, especialment a les categories de 125cc i 250cc, entre elles Gazzaniga, EMC, Arbizu, Siroko, Kobas i JJ Cobas, marca amb la qual Àlex Crivillé guanyà el mundial de 125cc el 1989 (la seva moto duia un motor Rotax preparat per Antonio Cobas). També en altres modalitats el Rotax fou un motor reeixit, per exemple en enduro, on marques com ara SWM i Kramer (Kram-It més tard a Itàlia) van aconseguir molts èxits amb les seves motos equipades amb aquest motor. Entre el 1978 i el 1980, pilots com ara Gualtiero Brissoni, Andrea Marinoni, Franco Gualdi i Guglielmo Andreini van guanyar diversos Campionats d'Europa de la disciplina amb les SWM de motor Rotax. SWM també fou pionera en trial, ja que fou la primera a competir amb motor Rotax al mundial de la modalitat (concretament, a partir del 1978, amb Charles Coutard de pilot).

### Motos d'aigua

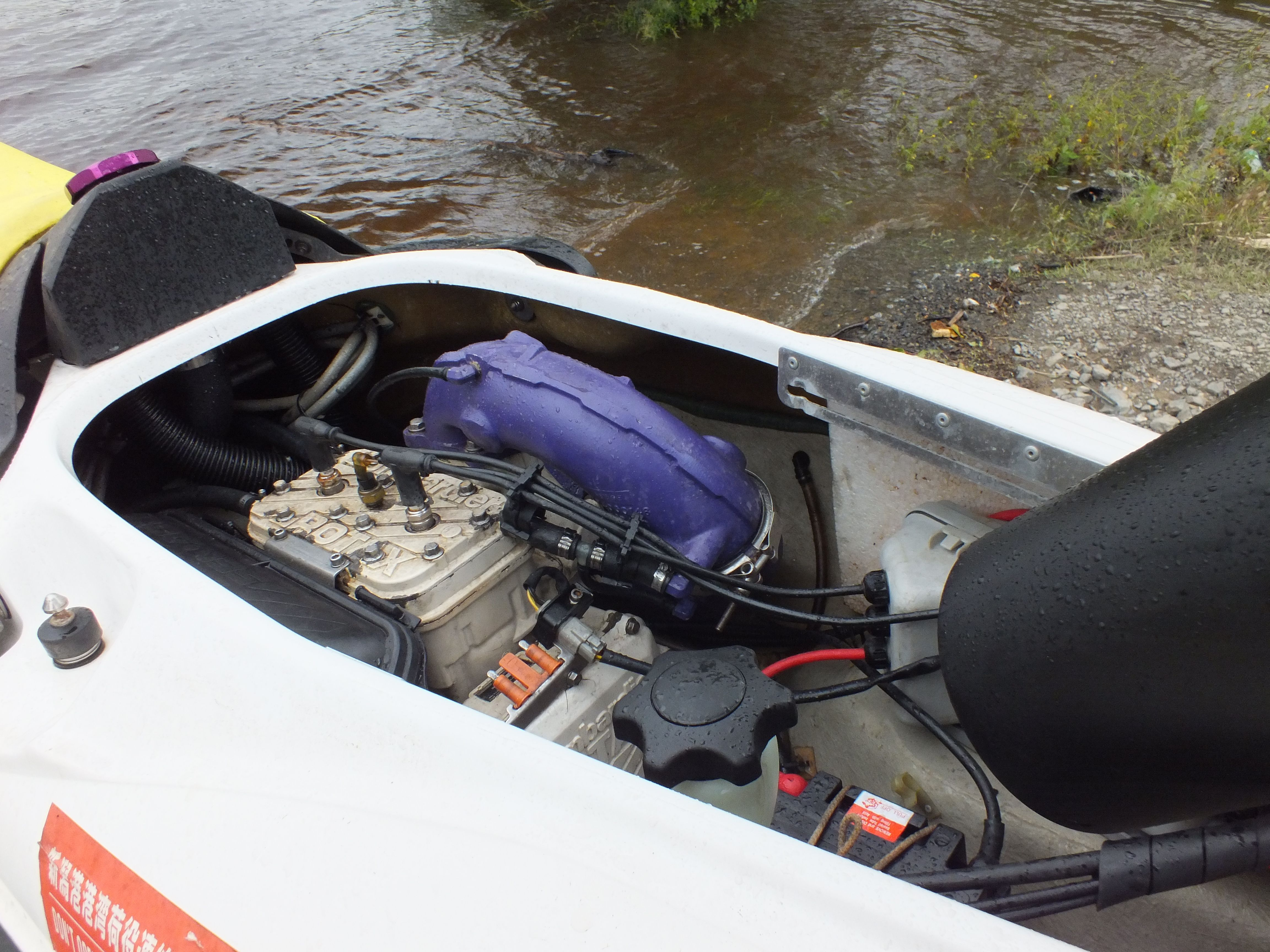
Motor Rotax en una moto d'aigua

A data del 2020, totes les motos d'aigua de la marca Sea-Doo de Bombardier Recreational Products estaven equipades amb motors Rotax de tres cilindres de quatre temps, turboalimentats i aspirats normalment de la sèrie ACE (Advanced Combustion Efficiency).

### Vehicles tot terreny
Els vehicles tot terreny Can-Am de Bombardier Recreational Products estan equipats amb motors Rotax.

### Kàrting
La companyia va presentar el motor Rotax MAX per a kàrting el 1998 i va començar a organitzar la Rotax Max Challenge el 2000. També va llançar els pneumàtics de kàrting Mojo el 2006 i els lubrificants XPS el 2010.

## Productes

### Motors d'avions

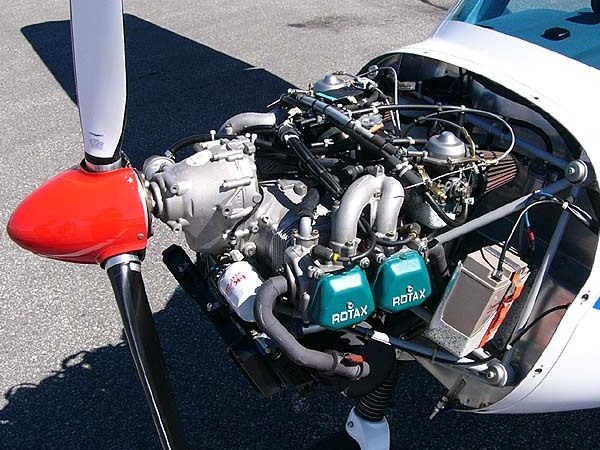
Rotax 912 instal·lat en una avioneta

Hi ha motors Rotax dissenyats específicament per a avionetes, tant de dos com de quatre temps.
Els models actuals són aquests:
- Rotax 912 series, quatre temps
- Rotax 914 series, quatre temps
- Rotax 915 series, quatre temps
- Rotax 582 UL, dos temps

| Model                     | 912 A/F                                                                                                 | 914 F2/F3/F4                                                                                            | 912 S/iSc Sport                                                                                         | 915 iSc A/B - 916 iSc3 B                                                                                |
| Tipus certificació        | 25 setembre 1989                                                                                        | 15 maig 1996                                                                                            | 27 novembre 1998                                                                                        | 14 desembre 2017                                                                                        |
| Configuració              | 4 temps, 4 cilindres boxer, encesa per guspira, refrigeració líquida de cilindres i culates, càrter sec | 4 temps, 4 cilindres boxer, encesa per guspira, refrigeració líquida de cilindres i culates, càrter sec | 4 temps, 4 cilindres boxer, encesa per guspira, refrigeració líquida de cilindres i culates, càrter sec | 4 temps, 4 cilindres boxer, encesa per guspira, refrigeració líquida de cilindres i culates, càrter sec |
| Aspiració                 | natural                                                                                                 | turbocompressor                                                                                         | natural                                                                                                 | turbocompressor+intercooler                                                                             |
| Lliurament de combustible | 2× carburadors CD                                                                                       | 2× carburadors CD                                                                                       | injecció, dual channel FADEC                                                                            | injecció, dual channel FADEC                                                                            |
| Combustible               | gasolina d'automoció o AVGAS                                                                            | gasolina d'automoció o AVGAS                                                                            | gasolina d'automoció o AVGAS                                                                            | gasolina d'automoció o AVGAS                                                                            |
| Carrera                   | 61 mm                                                                                                   | 61 mm                                                                                                   | 61 mm                                                                                                   | 61 mm                                                                                                   |
| Diàmetre                  | 79,5 mm                                                                                                 | 79,5 mm                                                                                                 | 84 mm                                                                                                   | 84 mm                                                                                                   |
| Cilindrada                | 1.211 cc                                                                                                | 1.211 cc                                                                                                | 1.352 cc                                                                                                | 1.352 cc                                                                                                |
| Compressió                | 9:1 | 9:1 | 10.8:1                                                                                                  | 8.2:1                                                                                                   |
| Relació de transmissió    | 2,2727:1 / 2,4286:1                                                                                     | 2,4286 : 1                                                                                              | 2,4286 : 1                                                                                              | 2,5454 : 1                                                                                              |
| Llarg                     | 590 mm                                                                                                  | 665 mm                                                                                                  | 596 mm                                                                                                  | 657 mm                                                                                                  |
| Alt                       | 375 mm                                                                                                  | 531 mm                                                                                                  | 398 mm                                                                                                  | 398 mm                                                                                                  |
| Ample                     | 576 mm                                                                                                  | 576 mm                                                                                                  | 578 mm                                                                                                  | 578 mm                                                                                                  |
| Pes en sec                | 57,1-59,8 kg                                                                                            | 71,7-74,4 kg                                                                                            | 58,3-64,4 kg                                                                                            | 84,6-85,2 kg                                                                                            |
| Potència d'enlairament    | 59.6 kW                                                                                                 | 84.5 kW                                                                                                 | 73.5 kW                                                                                                 | 100-117 kW                                                                                              |
| RPM d'enlairament         | 5.800                                                                                                   | 5.800                                                                                                   | 5.800                                                                                                   | 5.800                                                                                                   |

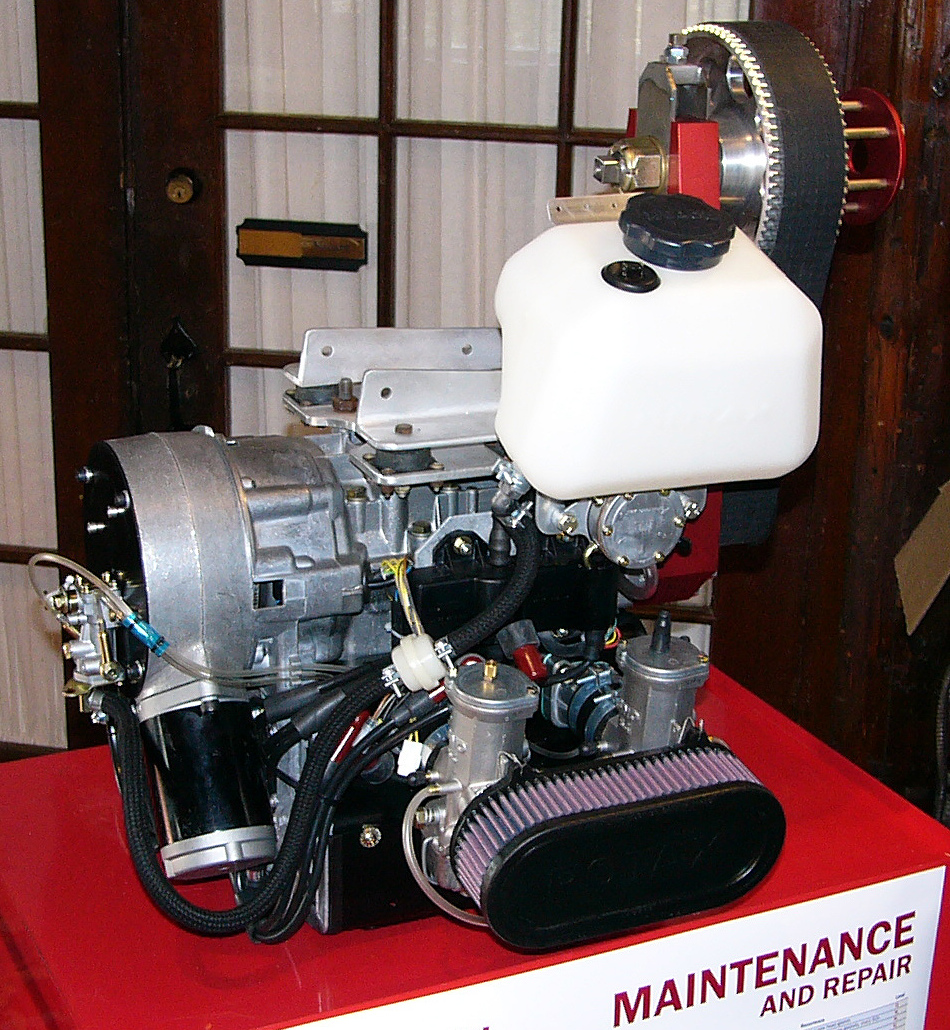
Rotax 503

Entre els models històrics que ja no es produeixen hi ha aquests:
- Rotax 275, dos temps
- Rotax 277, dos temps
- Rotax 377, dos temps
- Rotax 447 UL, dos temps
- Rotax 503 UL, dos temps
- Rotax 532 UL, dos temps
- Rotax 535 certificat, dos temps[13]
- Rotax 618 UL, dos temps

### Motors de kart
La sèrie de motors de kàrting Rotax MAX, de 2 temps, es va llançar el 1997.

### OEM
L'empresa també produeix motors sense marca, peces i transmissions completes per a fabricants d'equips originals (OEM, Original equipment manufacturer).
Es fan servir en motos i escúters, amb motors complets com ara el Rotax 122 i el Rotax 804.